# Bolbaffer splendidus
Bolbaffer splendidus es una especie de coleóptero de la familia Geotrupidae.

## Distribución geográfica
Habita en África.